# Яровий Олександр Миколайович
Олександр Миколайович Яровий (27 червня 1999, Кременчук) — український параатлет, чемпіон літніх Паралімпійських ігор 2024 у Парижі та срібний призер літніх Паралімпійських ігор 2020 у Токіо. Майстер спорту України міжнародного класу.
Представляє Полтавську область.
Серед головних досягнень — чемпіон світу 2020 року, дворазовий чемпіон Європи 2021 року, срібний призер Глобальних Ігор 2023 року, бронзовий призер Чемпіонату світу 2023 року, срібний та бронзовий призер чемпіонату Європи 2024 року, срібний призер Чемпіонату світу у приміщенні 2024 року.

## Відзнаки та нагороди
- Орден «За заслуги» II ст. (18 вересня 2024) — За досягнення високих спортивних результатів на ХVІІ літніх Паралімпійських іграх у місті Парижі (Французька Республіка), виявлені самовідданість та волю до перемоги, утвердження міжнародного авторитету України[1]
- Орден «За заслуги» III ст. (16 вересня 2021) — За значний особистий внесок у розвиток паралімпійського руху, досягнення високих спортивних результатів на XVI літніх Паралімпійських іграх у місті Токіо (Японія), виявлені самовідданість та волю до перемоги, утвердження міжнародного авторитету України[2]